# Campionato europeo maschile di pallamano 2010
Il Campionato europeo maschile di pallamano 2010 è stata la 9ª edizione del torneo organizzato dalla European Handball Federation, valido anche come qualificazione al Mondiale 2011. Il torneo si è svolto dal 19 al 31 gennaio 2010 in Austria. Il torneo ha visto l'affermazione della Francia per la seconda volta nella sua storia.
Gli incontri si disputarono in 5 stadi: il Wiener Stadthalle di Vienna, l'Arena Nova di Wiener Neustadt, lo Stadthalle Graz di Graz, l'Intersport Arena di Linz e l'Olympiaworld Innsbruck di Innsbruck.

## Assegnazione del torneo
L'Austria ha ottenuto l'organizzazione del torneo il 5 maggio 2006, durante il Congresso dell'European Handball Federation svolto a Vilamoura. L'Austria ha ottenuto 28 voti, contro i 18 della candidatura della Grecia.

## Impianti
| Linz                             | Vienna                                  | Graz                            |
| -------------------------------- | --------------------------------------- | ------------------------------- |
| Intersport Arena Capacità: 6.000 | Wiener Stadthalle Capacità: 11.000      | Stadthalle Graz Capacità: 5.000 |
|                                  |                                         |                                 |
| Wiener Neustadt                  | Innsbruck                               |                                 |
| Arena Nova Capacità: 5.000       | Olympiaworld Innsbruck Capacità: 10.000 |                                 |
|                                  |                                         |                                 |

## Qualificazioni

### Squadre qualificate
| Nazione   | Qualificata come       | Data di qualificazione | Precedenti partecipazioni1                         |
| --------- | ---------------------- | ---------------------- | -------------------------------------------------- |
| Austria   | Nazione organizzatrice | 5 maggio 2006          | 0 (debutto)                                        |
| Danimarca | Campione in carica     | 27 gennaio 2008        | 7 (1994, 1996, 2000, 2002, 2004, 2006, 2008)       |
| Svezia    | Vincente girone 1      | 11 giugno 2009         | 7 (1994, 1996, 1998, 2000, 2002, 2004, 2008)       |
| Polonia   | Seconda girone 1       | 20 giugno 2009         | 4 (2002, 2004, 2006, 2008)                         |
| Russia    | Vincente girone 2      | 18 giugno 2009         | 8 (1994, 1996, 1998, 2000, 2002, 2004, 2006, 2008) |
| Serbia    | Seconda girone 2       | 18 giugno 2009         | 0 (debutto)                                        |
| Islanda   | Vincente girone 3      | 17 giugno 2009         | 5 (2000, 2002, 2004, 2006, 2008)                   |
| Norvegia  | Seconda girone 3       | 17 giugno 2009         | 3 (2000, 2006, 2008)                               |
| Croazia   | Vincente girone 4      | 17 giugno 2009         | 8 (1994, 1996, 1998, 2000, 2002, 2004, 2006, 2008) |
| Ungheria  | Seconda girone 4       | 21 giugno 2009         | 6 (1994, 1996, 1998, 2004, 2006, 2008)             |
| Germania  | Vincente girone 5      | 13 giugno 2009         | 8 (1994, 1996, 1998, 2000, 2002, 2004, 2006, 2008) |
| Slovenia  | Seconda girone 5       | 21 giugno 2009         | 7 (1994, 1996, 2000, 2002, 2004, 2006, 2008)       |
| Francia   | Vincente girone 6      | 17 giugno 2009         | 8 (1994, 1996, 1998, 2000, 2002, 2004, 2006, 2008) |
| Rep. Ceca | Seconda girone 6       | 17 giugno 2009         | 5 (1996, 1998, 2002, 2004, 2008)                   |
| Spagna    | Vincente girone 7      | 17 giugno 2009         | 8 (1994,1996, 1998, 2000, 2002, 2004, 2006, 2008   |
| Ucraina   | Seconda girone 7       | 18 giugno 2009         | 4 (2000, 2002, 2004, 2006)                         |

1 Il grassetto indica la vittoria del torneo.

## Sorteggio
Il sorteggio dei gironi si è svolto il 24 giugno 2009 a Vienna
| Urna 1                                  | Urna 2                                   | Urna 3                                   | Urna 4                                    |
| --------------------------------------- | ---------------------------------------- | ---------------------------------------- | ----------------------------------------- |
| - Croazia - Norvegia - Russia - Ucraina | - Austria - Danimarca - Islanda - Serbia | - Germania - Polonia - Slovenia - Svezia | - Rep. Ceca - Francia - Ungheria - Spagna |

## Regolamento
Le 16 squadre partecipanti sono state divise in quattro gruppi di 4. Le prime tre classificate si sono qualificate per la seconda fase.

Le 12 squadre qualificate alla seconda fase sono state divise in due gruppi di 6, conservando i risultati degli scontri diretti della prima fase. Le prime due di ogni girone si sono qualificate per le semifinali.

Le prime tre squadre della classifica finale si sono qualificate per il Mondiale 2011; Svezia e Francia erano già qualificate rispettivamente come paese organizzatore e come campione del mondo in carica. Avendo vinto la Francia la manifestazione, si sono qualificate al Mondiale 2011 la seconda, terza e quarta nazionale.

## Prima fase

### Gruppo A Graz)
| Squadra  | G | V | N | P | GF | GS | DR | Punti |
| -------- | - | - | - | - | -- | -- | -- | ----- |
| Croazia  | 3 | 3 | 0 | 0 | 83 | 76 | +7 | 6     |
| Norvegia | 3 | 2 | 0 | 1 | 82 | 78 | +4 | 4     |
| Russia   | 3 | 1 | 0 | 2 | 89 | 91 | -2 | 2     |
| Ucraina  | 3 | 0 | 0 | 3 | 87 | 96 | -9 | 0     |

| Graz 19 gennaio 2010, ore 18:10 UTC+1 | Russia | 37 – 33 (21-16) | Ucraina | Stadthalle |

| Graz 19 gennaio 2010, ore 20:10 UTC+1 | Croazia | 25 – 23 (11-10) | Norvegia | Stadthalle |

| Graz 21 gennaio 2010, ore 18:10 UTC+1 | Ucraina | 25 – 28 (14-12) | Croazia | Stadthalle |

| Graz 21 gennaio 2010, ore 20:15 UTC+1 | Norvegia | 28 – 24 (16-13) | Russia | Stadthalle |

| Graz 23 gennaio 2012, ore 18:10 UTC+1 | Croazia | 30 – 28 (17-16) | Russia | Stadthalle |

| Graz 23 gennaio 2012, ore 20:10 UTC+1 | Norvegia | 31 – 29 (14-16) | Ucraina | Stadthalle |

### Gruppo B (Linz)
| Squadra   | G | V | N | P | GF  | GS  | DR  | Punti |
| --------- | - | - | - | - | --- | --- | --- | ----- |
| Islanda   | 3 | 1 | 2 | 0 | 93  | 88  | +5  | 4     |
| Danimarca | 3 | 2 | 0 | 1 | 83  | 79  | +4  | 4     |
| Austria   | 3 | 1 | 1 | 1 | 103 | 101 | +2  | 3     |
| Serbia    | 3 | 0 | 1 | 2 | 83  | 94  | -11 | 1     |

| Linz 19 gennaio 2010, ore 18:00 UTC+1 | Danimarca | 33 – 29 (17-15) | Austria | Intersport Arena |

| Linz 19 gennaio 2010, ore 20:15 UTC+1 | Islanda | 29 – 29 (15-11) | Serbia | Intersport Arena |

| Linz 21 gennaio 2010, ore 18:00 UTC+1 | Austria | 37 – 37 (17-20) | Islanda | Intersport Arena |

| Linz 21 gennaio 2010, ore 20:15 UTC+1 | Serbia | 23 – 28 (9-15) | Danimarca | Intersport Arena |

| Linz 23 gennaio 2010, ore 18:00 UTC+1 | Austria | 37 – 31 (15-18) | Serbia | Intersport Arena |

| Linz 23 gennaio 2010, ore 20:15 UTC+1 | Danimarca | 22 – 27 (13-15) | Islanda | Intersport Arena |

### Gruppo C (Innsbruck)
| Squadra  | G | V | N | P | GF | GS | DR | Punti |
| -------- | - | - | - | - | -- | -- | -- | ----- |
| Polonia  | 3 | 2 | 1 | 0 | 84 | 79 | +5 | 5     |
| Slovenia | 3 | 1 | 2 | 0 | 91 | 89 | +2 | 4     |
| Germania | 3 | 1 | 1 | 1 | 89 | 90 | -1 | 3     |
| Svezia   | 3 | 0 | 0 | 3 | 78 | 84 | -6 | 0     |

| Innsbruck 19 gennaio 2010, ore 18:30 UTC+1 | Germania | 25 – 27 (8-12) | Polonia | Olympiaworld |

| Innsbruck 19 gennaio 2010, ore 20:30 UTC+1 | Svezia | 25 – 27 (13-7) | Slovenia | Olympiaworld |

| Innsbruck 20 gennaio 2010, ore 18:30 UTC+1 | Slovenia | 34 – 34 (16-11) | Germania | Olympiaworld |

| Innsbruck 20 gennaio 2010, ore 20:30 UTC+1 | Polonia | 27 – 24 (15-14) | Svezia | Olympiaworld |

| Innsbruck 22 gennaio 2010, ore 18:15 UTC+1 | Germania | 30 – 29 (21-18) | Svezia | Olympiaworld |

| Innsbruck 22 gennaio 2010, ore 20:15 UTC+1 | Polonia | 30 – 30 (12-13) | Slovenia | Olympiaworld |

### Gruppo D (Wiener Neustadt)
| Squadra   | G | V | N | P | GF | GS | DR  | Punti |
| --------- | - | - | - | - | -- | -- | --- | ----- |
| Spagna    | 3 | 2 | 1 | 0 | 95 | 74 | +21 | 5     |
| Francia   | 3 | 1 | 2 | 0 | 74 | 73 | +1  | 4     |
| Rep. Ceca | 3 | 1 | 0 | 2 | 78 | 84 | -6  | 2     |
| Ungheria  | 3 | 0 | 1 | 2 | 80 | 96 | -16 | 1     |

| Wiener Neustadt 19 gennaio 2010, ore 18:15 UTC+1 | Spagna | 37 – 25 (17-10) | Rep. Ceca | Arena Nova |

| Wiener Neustadt 19 gennaio 2010, ore 20:15 UTC+1 | Francia | 29 – 29 (16-16) | Ungheria | Arena Nova |

| Wiener Neustadt 20 gennaio 2010, ore 18:15 UTC+1 | Rep. Ceca | 20 – 21 (10-16) | Francia | Arena Nova |

| Wiener Neustadt 20 gennaio 2010, ore 20:15 UTC+1 | Ungheria | 25 – 34 (9-17) | Spagna | Arena Nova |

| Wiener Neustadt 22 gennaio 2010, ore 18:15 UTC+1 | Francia | 24 – 24 (10-10) | Spagna | Arena Nova |

| Wiener Neustadt 22 gennaio 2010, ore 20:15 UTC+1 | Ungheria | 26 – 33 (13-14) | Rep. Ceca | Arena Nova |

## Seconda fase
|  | Qualificata alle semifinali              |
|  | Qualificata alla finale per il 5º posto. |

### Gruppo I (Vienna)
| Squadra   | G | V | N | P | GF  | GS  | DR  | Punti |
| --------- | - | - | - | - | --- | --- | --- | ----- |
| Croazia   | 5 | 4 | 1 | 0 | 134 | 123 | +11 | 9     |
| Islanda   | 5 | 3 | 2 | 0 | 163 | 149 | +14 | 8     |
| Danimarca | 5 | 3 | 0 | 2 | 136 | 134 | +2  | 6     |
| Norvegia  | 5 | 2 | 0 | 3 | 138 | 135 | +3  | 4     |
| Austria   | 5 | 1 | 1 | 3 | 147 | 156 | -9  | 3     |
| Russia    | 5 | 0 | 0 | 5 | 140 | 161 | -21 | 0     |

| Vienna 25 gennaio 2010, ore 16:10 UTC+1 | Croazia | 26 – 26 (12-15) | Islanda | Stadthalle |

| Vienna 25 gennaio 2010, ore 18:00 UTC+1 | Norvegia | 30 – 27 (12-11) | Austria | Stadthalle |

| Vienna 25 gennaio 2010, ore 20:15 UTC+1 | Russia | 28 – 34 (13-18) | Danimarca | Stadthalle |

| Vienna 26 gennaio 2010, ore 16:00 UTC+1 | Russia | 30 – 38 (10-19) | Islanda | Stadthalle |

| Vienna 26 gennaio 2010, ore 18:00 UTC+1 | Croazia | 26 – 23 (11-10) | Austria | Stadthalle |

| Vienna 26 gennaio 2010, ore 20:15 UTC+1 | Norvegia | 23 – 24 (15-11) | Danimarca | Stadthalle |

| Vienna 28 gennaio 2010, ore 16:00 UTC+1 | Norvegia | 34 – 35 (16-18) | Islanda | Stadthalle |

| Vienna 28 gennaio 2010, ore 18:00 UTC+1 | Russia | 30 – 31 (15-17) | Austria | Stadthalle |

| Vienna 28 gennaio 2010, ore 20:15 UTC+1 | Croazia | 27 – 23 (14-11) | Danimarca | Stadthalle |

### Gruppo II (Innsbruck)
| Squadra   | G | V | N | P | GF  | GS  | DR  | Punti |
| --------- | - | - | - | - | --- | --- | --- | ----- |
| Francia   | 5 | 4 | 1 | 0 | 135 | 118 | +17 | 9     |
| Polonia   | 5 | 3 | 1 | 1 | 148 | 144 | +4  | 7     |
| Spagna    | 5 | 3 | 1 | 1 | 152 | 133 | +19 | 7     |
| Rep. Ceca | 5 | 1 | 1 | 3 | 142 | 154 | -12 | 3     |
| Germania  | 5 | 0 | 2 | 3 | 127 | 136 | -9  | 2     |
| Slovenia  | 5 | 0 | 2 | 3 | 159 | 178 | -19 | 2     |

| Innsbruck 24 gennaio 2010, ore 16:30 UTC+1 | Germania | 22 – 24 (10-12) | Francia | Olympiaworld |

| Innsbruck 24 gennaio 2010, ore 18:30 UTC+1 | Polonia | 32 – 36 (13-9) | Spagna | Olympiaworld |

| Innsbruck 24 gennaio 2010, ore 20:30 UTC+1 | Slovenia | 35 – 37 (12-21) | Rep. Ceca | Olympiaworld |

| Innsbruck 26 gennaio 2010, ore 16:15 UTC+1 | Slovenia | 28 – 37 (18-17) | Francia | Olympiaworld |

| Innsbruck 26 gennaio 2010, ore 18:15 UTC+1 | Germania | 20 – 25 (9-14) | Spagna | Olympiaworld |

| Innsbruck 26 gennaio 2010, ore 20:15 UTC+1 | Polonia | 35 – 34 (18-19) | Rep. Ceca | Olympiaworld |

| Innsbruck 28 gennaio 2010, ore 16:30 UTC+1 | Germania | 26 – 26 (16-14) | Rep. Ceca | Olympiaworld |

| Innsbruck 28 gennaio 2010, ore 18:30 UTC+1 | Slovenia | 32 – 40 (14-20) | Spagna | Olympiaworld |

| Innsbruck 28 gennaio 2010, ore 20:30 UTC+1 | Polonia | 24 – 29 (10-15) | Francia | Olympiaworld |

## Fase finale

### Finale 5º-6º posto
| Vienna 30 gennaio 2010, ore 11:30 UTC+1 | Danimarca | 34 – 27 (18-13) | Spagna | Stadthalle |

|  | Semifinali | Semifinali | Semifinali |         |         | Finale          | Finale          | Finale          |  |
|  |            |            |            |         |         |                 |                 |                 |  |
|  | Islanda    | Islanda    | 28         |         |         |                 |                 |                 |  |
|  | Islanda    | Islanda    | 28         |         |         |                 |                 |                 |  |
|  | Francia    | Francia    | 36         |         |         |                 |                 |                 |  |
|  | Francia    | Francia    | 36         |         | Francia | Francia         | 25              |                 |  |
|  |            |            |            |         | Francia | Francia         | 25              |                 |  |
|  |            |            | Croazia    | Croazia | 21      |                 |                 |                 |  |
|  | Croazia    | Croazia    | Croazia    | Croazia | 21      | 24              |                 |                 |  |
|  | Croazia    | Croazia    |            |         |         | 24              |                 |                 |  |
|  | Polonia    | Polonia    | 21         |         |         | Finale 3º posto | Finale 3º posto | Finale 3º posto |  |
|  | Polonia    | Polonia    | 21         |         |         |                 |                 |                 |  |
|  |            |            |            |         |         |                 |                 |                 |  |
|  |            |            |            |         |         | Islanda         | Islanda         | 29              |  |
|  |            |            |            |         |         | Islanda         | Islanda         | 29              |  |
|  |            |            |            |         |         | Polonia         | Polonia         | 26              |  |

### Semifinali
| Vienna 30 gennaio 2010, ore 14:00 UTC+1 | Islanda | 28 – 36 (14-16) | Francia | Stadthalle |

| Vienna 30 gennaio 2010, ore 16:30 UTC+1 | Croazia | 24 – 21 (9-10) | Polonia | Stadthalle |

### Finale 3º/4º posto
| Vienna 31 gennaio 2010, ore 15:00 UTC+1 | Polonia | 26 – 29 (10-18) | Islanda | Stadthalle |

### Finalissima
| Arbitri: | Bernd Methe Reiner Methe |

|                                                               |           |                                                                                          |
| Zrnić 7 Balić 4 Duvnjak 3 Štrlek 2 Vori 2 Vuković 2 Kopljar 1 | Marcatori | 6 Karabatic 4 Abalo 3 Guigou 3 Narcisse 3 Sorhaindo 2 Bosquet 2 Fernandez 1 Joli 1 Gille |

## Classifica finale
|  | Campione d'Europa, qualificata al Mondiale 2011 in qualità di campione del mondo in carica. |
|  | Qualificata al Mondiale 2011.                                                               |
|  | Qualificata al Mondiale 2011 in qualità di Paese ospitante.                                 |

| Pos.    | Nazione   |
| ------- | --------- |
| Oro     | Francia   |
| Argento | Croazia   |
| Bronzo  | Islanda   |
| 4       | Polonia   |
| 5       | Danimarca |
| 6       | Spagna    |
| 7       | Norvegia  |
| 8       | Rep. Ceca |
| 9       | Austria   |
| 10      | Germania  |
| 11      | Slovenia  |
| 12      | Russia    |
| 13      | Serbia    |
| 14      | Ungheria  |
| 15      | Svezia    |
| 16      | Ucraina   |